# ヴィスマール

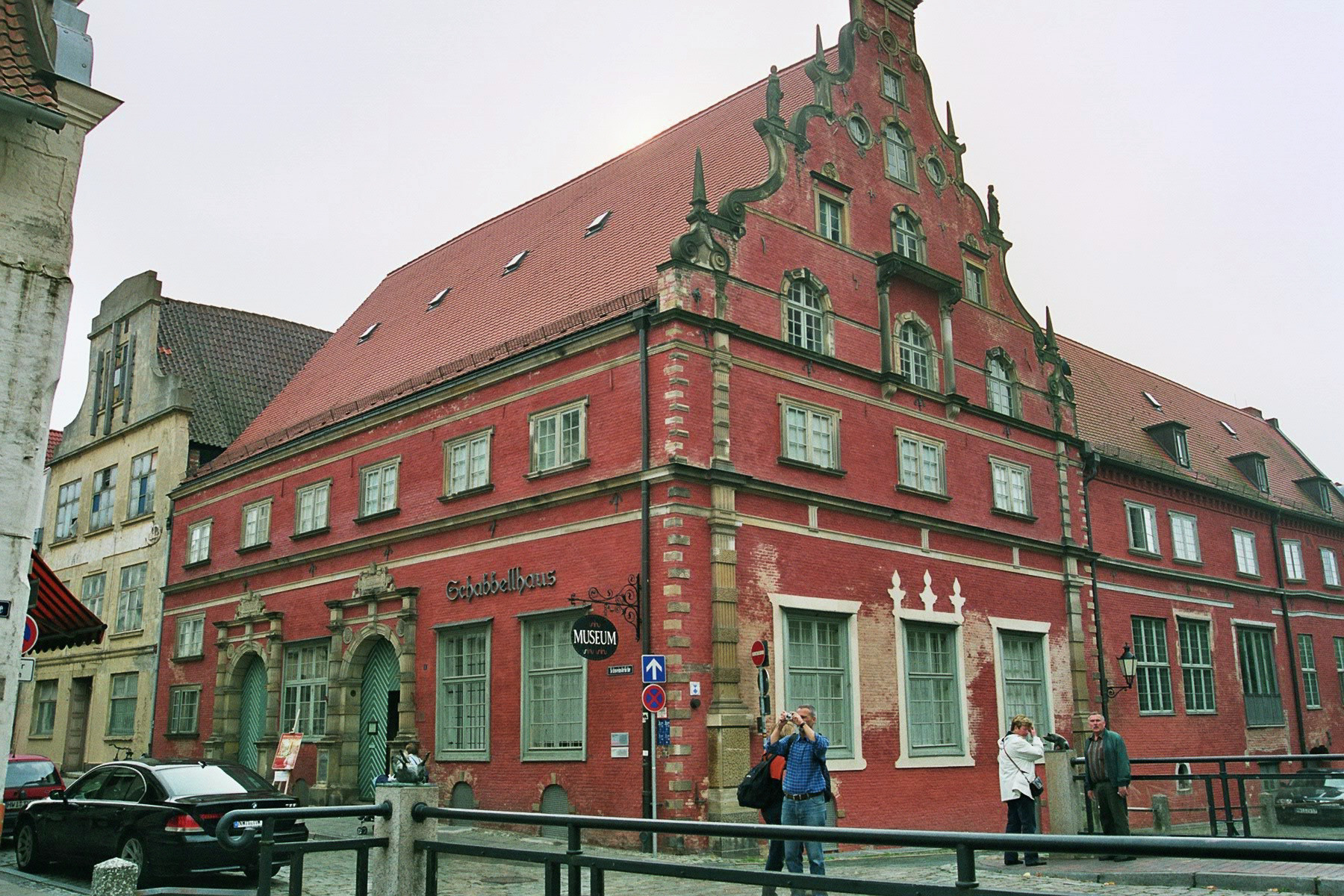
ヴィスマール地域歴史博物館

ヴィスマール (Wismar ドイツ語発音: [ˈvɪsmaɐ]) はドイツ北部、バルト海に面した小都市である。2023年12月31日現在の人口は約4.4万人（1905年の人口は21,902人であるため、100年間で人口が倍増したことになる）。かつてハンザ同盟都市の一つであった。現在はドイツのメクレンブルク＝フォアポンメルン州ノルトヴェストメクレンブルク郡の郡都。ヴィスマルとも表記される。
45キロメートル西にリューベック、30キロメートル南にシュヴェリーンがあり、ヴィスマール湾に面した天然の良港を持っている。
教会ならびに市内の建造物は「ハンザ同盟都市の煉瓦ゴシック建築」を代表し、2002年にシュトラールズントともに「シュトラールズント歴史地区とヴィスマール歴史地区」としてUNESCOの世界遺産に登録された。
なお、この街は1922年の映画『吸血鬼ノスフェラトゥ』のロケ地として撮影に使用された。
地名の最も古い形は1211年の >Wissemer< で、湾の名前が市の名前になったようである。これは、ゲルマン語の「良い」「優れた」を意味する >wisu-<、>wisi-< と海を意味する >-mari< の合成語であろうとの推測がなされている。

## 歴史

### ハンザ都市
ヴィスマールは1229年に都市権を獲得したと言われ、1241年には市参事会の存在が、1256年には市章の使用が証明されている。 1301年にメクレンブルクの領地となった。1259年、バルト海を横行する海賊から都市と船舶を守るためリューベック及びロストックと協定を結び、それが後にハンザ同盟へと発展した。かくて1358年以降ヴェンド地方の都市グループの一都市としてハンザの中核地域の一部となった。1470年 頃の人口は約8000人であった。中世末期1ヘクタール当たりの住民数は150であった。
13世紀から14世紀にかけてこの町はビール製造・販売、樽製造、毛織物を主産業として繁栄した。1376年に疫病によって1万人もの死者を出したにも拘わらず、16世紀まで栄えた。
1510年頃にはじめて出版されたドイツの民衆本『ティル・オイレンシュピーゲルの愉快ないたずら』、その第65話で主人公は馬の仲買人として市場に登場するが、舞台がヴィスマールに設定されている。
1532年には宗教改革が行われた。

### スウェーデン統治下
1648年、ヴェストファーレン条約で、ヴィスマールはその支配権と都市領主の称号を神聖ローマ帝国からスウェーデンに譲渡された。こうしてスウェーデンの君主は神聖ローマ帝国内に所有する事となったヴィスマール及び他の領地の「公」または「帝国諸侯」として帝国議会に参加するようになった。1653年には、スウェーデン諸領の最高裁判所がヴィスマールに設置された。1803年スウェーデンはヴィスマールとその支配権を125万8千リグスダレルでメクレンブルク＝シュヴェリーンに譲渡したが、「100年後に買戻す権利を自国が保有する」という条件を付けた。このスウェーデンの付けた条件のため主権の所在が曖昧となり、ヴィスマールは1897年までメクレンブルクの議会に代表を送ることが出来なかった。1903年スウェーデンは最終的にその権利を放棄した。
ヴィスマールはそれ以降も都市固有の旗を掲揚する権利など古くからの都市の特権の名残を持ち続けた。
19世紀の過渡期におけるヴィスマールの主要な生産品は、鉄鋼、機械、紙、ルーフィング原紙（屋根葺きの下地用に加工された紙）、アスファルトであった。また、とりわけ海の近くに位置する立地条件の良さから穀物、脂肪種子、バターの輸出及び石炭、材木、鉄の輸入などの交易が盛んに行なわれていた。ヴィスマール港は喫水5メートルの船舶が通航可能な水深があり、船を直接港に横付けしての積み荷の揚げ降ろしが可能だった。

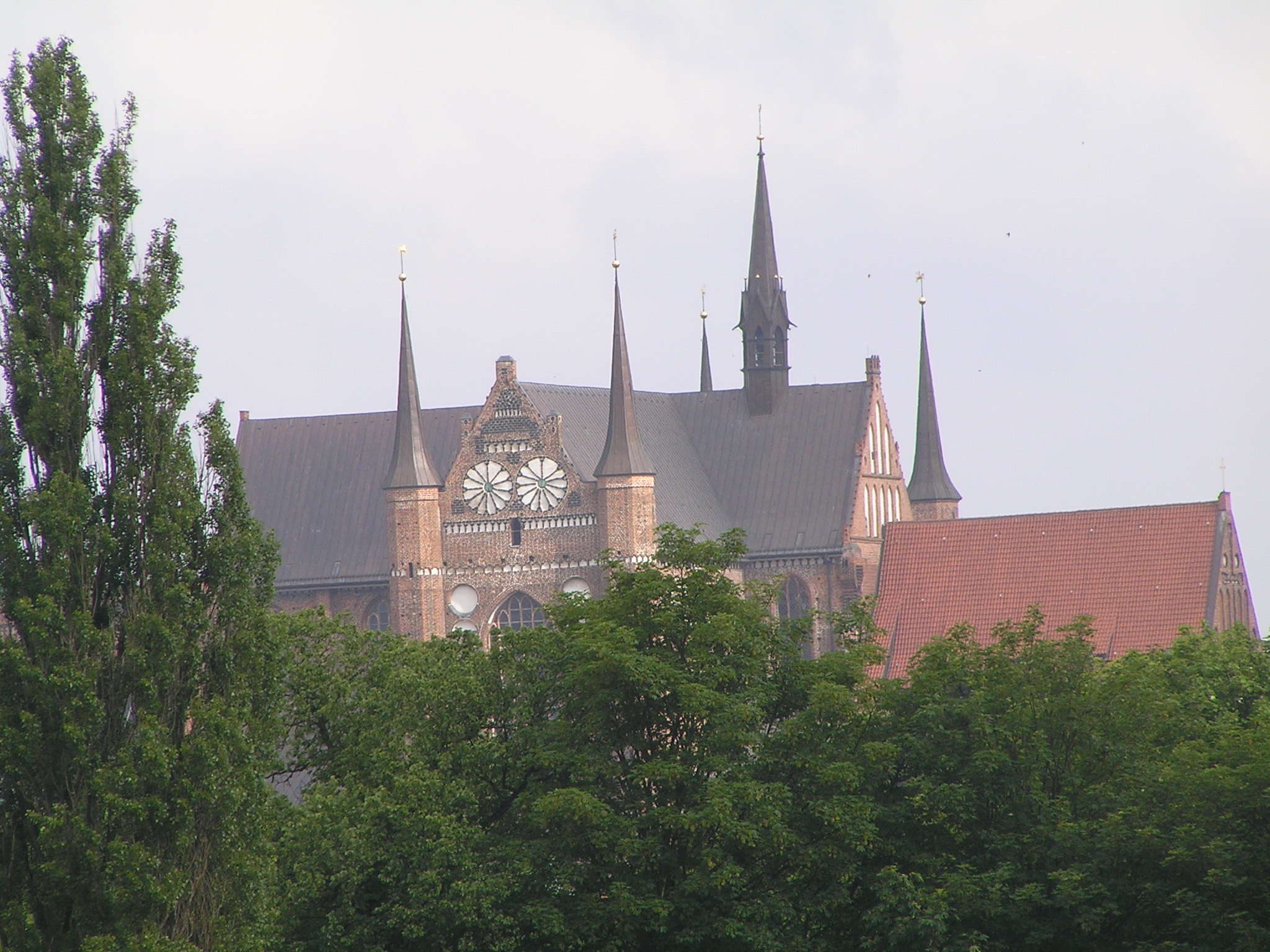
ヴィスマールの聖ゲオルギウス教会

### 近現代
第二次世界大戦末期の1945年5月2日、ヴィスマールはイギリス軍に占領され、5日後の5月7日にはソ連軍もヴィスマールに到達している。そのためヴィスマールは東西連合軍の接触ラインとなったが、7月にソ連占領地域となることが決まったため、イギリス軍はヴィスマールから撤退している。
その後、東ドイツのロストック県の管轄となった後、1990年のドイツ再統一後はメクレンブルク＝フォアポンメルン州の一部となった。2002年には旧市街地がシュトラールズント歴史地区とヴィスマール歴史地区として、世界遺産に登録された。

## 出身者
- ヨアヒム・シュトライヒ：サッカー選手
- ヴィルヘルム・プリュショー：写真家
- ゴットロープ・フレーゲ：哲学者
- ゾフィー・フォン・メクレンブルク：王族
- アントン・フォン・ホーベルク＝ブーフヴァルト：SS隊員

## 引用
1. ↑  Statistisches Amt M-V – Bevölkerungsstand der Kreise, Ämter und Gemeinden 2023 (XLS-Datei)
2. ↑  Dieter Berger: Duden, geographische Namen in Deutschland: Herkunft und Bedeutung  der Namen von Ländern, Städten, Bergen und Gewässern. Mannheim/Leipzig/Wien/Zürich: Dudenverlag, 1993 (ISBN 3-411-06251-7), S. 278.
3. 1 2 3 4 5 6 7  Chisholm, Hugh, ed. (1911). "Wismar" . Encyclopædia Britannica (英語). Vol. 28 (11th ed.). Cambridge University Press. p. 754.
4. 1 2 3  Lexikon des Mittealters. Bd. IX. München: LexMA Verlag (ISBN 3-89659-892-9). Sp. 259.
5. ↑  エーディト・エネン『ヨーロッパの中世都市』（佐々木克巳訳）岩波書店、1987年、(ISBN 4-00-002373-X) 、232-233頁。
6. ↑  エーディト・エネン『ヨーロッパの中世都市』（佐々木克巳訳）岩波書店、1987年、(ISBN 4-00-002373-X) 、278頁。
7. ↑  阿部謹也訳『ティル・オイレンシュピーゲルの愉快ないたずら』岩波文庫 1990年 (ISBN 4-00-324551-2) 226-228頁。- 藤代幸一訳『ティル・オイレンシュピーゲルの愉快ないたずら』法政大学出版局 1979年 185-186頁。